# Norman A. Lebel
Norman Albert Lebel, eigentlich Norman Albert LeBel (* 22. März 1931 in Augusta (Maine); † 21. Dezember 2003) war ein US-amerikanischer Chemiker (Organische Chemie).
Lebel studierte am Bowdoin College mit dem Bachelor-Abschluss 1952 und wurde 1957 am Massachusetts Institute of Technology promoviert. 1952 bis 1954 war er Chemiker bei Merck. 1957 wurde er Assistant Professor und 1964 Professor an der Wayne State University. 1971 bis 1978 stand er dort der Chemie Fakultät vor. 1983/84 war er Interim-Dekan des College of Liberal Arts. 1996 wurde er emeritiert.
Er befasste sich mit Stereochemie, Mechanismen von Eliminierungsreaktionen, Nitronen und Stickstoff-Heterocyclen, Addition an Olefine, polycyclischen Molekülen mit Brücken und neuen Synthesereaktionen. Die LeBel-Reaktion ist nach ihm benannt.
1961 bis 1965 war er Sloan Research Fellow. Er ist Fellow der American Association for the Advancement of Science und Mitglied der Royal Society of Chemistry. Er hatte 32 Doktoranden an der Wayne State University. 1996 erhielt er den Paul G. Gassman Distinguished Service Award der ACS (Sektion Organische Chemie).

## Schriften
- mit Allinger, Carl R. Johnson, Don C. DeJongh, Michael P. Cava, Calvin L. Stevens: Organische Chemie, 1. Auflage, Walter de Gruyter, Berlin 1980, ISBN 3-11-004594-X.